# Grover Hill
Grover Hill és una població dels Estats Units a l'estat d'Ohio. Segons el cens del 2000 tenia 412 habitants.

## Demografia
Segons el cens del 2000, Grover Hill tenia 412 habitants, 167 habitatges, i 115 famílies. La densitat de població era de 548,5 habitants per km².
Dels 167 habitatges en un 31,7% hi vivien nens de menys de 18 anys, en un 55,7% hi vivien parelles casades, en un 0% dones solteres, i en un 31,1% no eren unitats familiars. En el 28,7% dels habitatges hi vivien persones soles el 12,6% de les quals corresponia a persones de 65 anys o més que vivien soles. El nombre mitjà de persones vivint en cada habitatge era de 2,47 i el nombre mitjà de persones que vivien en cada família era de 2,97.
Per edats la població es repartia de la següent manera: un 26% tenia menys de 18 anys, un 7,8% entre 18 i 24, un 29,1% entre 25 i 44, un 21,8% de 45 a 60 i un 15,3% 65 anys o més.
L'edat mediana era de 37 anys. Per cada 100 dones de 18 o més anys hi havia 95,5 homes.
La renda mediana per habitatge era de 33.750 $ i la renda mediana per família de 41.667 $. Els homes tenien una renda mediana de 31.563 $ mentre que les dones 22.222 $. La renda per capita de la població era de 14.872 $. Aproximadament l'11,5% de les famílies i el 17,7% de la població estaven per davall del llindar de pobresa.

## Poblacions més properes
El següent diagrama mostra les poblacions més properes.